# Manfred Maurenbrecher
Manfred Maurenbrecher (Berlijn, 2 mei 1950) is een Duitse liedjesmaker en auteur.

## Jeugd en opleiding
In zijn jeugd speelden piano-onderricht, een voorliefde voor poëzie, Leonard Cohen, Bob Dylan en Franz-Josef Degenhardt een grote rol. Zijn studie germanistiek aan de Vrije Universiteit Berlijn werd aanzienlijk door hemzelf gefinancierd, onder andere als bus-reisleider. In 1979/1980 trok hij zich vijf maanden terug op het eiland Kreta voor een studieverblijf, om zijn proefschrift Subjekt und Körper. Eine Studie zur Kulturkritik im Aufbau der Werke Hans Henny Jahnns, dargestellt an frühen Texten te schrijven. Na zijn promotie werd hij medeoprichter van de muziekgroep Trotz & Träume. Van zijn toenmalige hobby om liederen te componeren en te schrijven, maakte hij zijn beroep, in het bijzonder nadat Herwig Mitteregger in 1982 enthousiast was van zijn optreden en hem een professioneel en avondvullend soloprogramma en een plaatopname aanbood. Een hoogtepunt uit die tijd was Maurenbrechers optreden in het kader van de WDR-tv-reeks Rockpalast in de Markthalle in Hamburg op 25 februari 1985. Als tussentijds eens de toeschouwersaantallen minder werden, veroverde hij een nieuw, jong publiek in het Berlijnse leesplatform.

## Carrière
Maurenbrecher publiceerde meer dan twintig lp's respectievelijk cd's onder zijn eigen naam, drie cd's als deel van de cabaretgroep Mittwochsfazit en een lp met de groep Trotz & Träume. Hij schreef liedjesteksten voor onder andere Spliff, Herman van Veen, Renan Demirkan, Veronika Fischer, Ulla Meinecke en Katja Ebstein. Radiospecials produceerde hij onder andere voor RIAS Berlijn, NDR, WDR en DLF. Het programma Unterhaltung am Wochenende van WDR5 werd jarenlang gepresenteerd door Maurenbrecher.
Vanaf 1995 schreef hij draaiboeken voor de afleveringen van Cobra 11 (RTL). Van 1997 tot 2002 werkte hij als regelmatige auteur voor de Ohrenweide (WDR5). In 2000 schreef hij de Rheinfels-Saga en Die Burg der 1000 Jahre – drama-scripts voor twee theaterstukken voor de Kultursommer Rheinland-Pfaltz. Twee romans en diverse korte verhalen heeft hij eveneens gepubliceerd.
Sinds 2003 is hij lid van de Duitse PEN-club. Ter gelegenheid van zijn 60e verjaardag verscheen de tribute-3 cd-box Maurenbrecher für alle – eine Hommage in 62 Lieder, waarop bekende muzikanten en collega's elk een song uit zijn pen ten gehore brengen.

## Privéleven
Maurenbrecher is sinds 1989 getrouwd, heeft een zoon en woont in Berlijn in de artiestenkolonie Berlin-Wilmersdorf, als ook in een dorp nabij de Oder.

## Onderscheidingen
- 1991: Duitse Kleinkunstprijs
- 1998: Liedjesprijs 1998 van de Liederbestenliste voor het lied Wessi
- 2000: Prijswinnaar van de Goldener Schoppen 2000 – Kleinkunstgral Berlijn
- 2002: Duitse cabaretprijs voor Mittwochsfazit
- 2005: Prijs van de Duitse platencritici voor de cd Ende der Nacht
- 2007: Liederbestenliste: cd Glück plaat van de maand november
- 2010: Liedjesprijs 2010 van de Liederbestenliste voor het lied Hoffnung für alle
- 2010: Driedubbel-cd Maurenbrecher für alle, 62 coverversies van onder andere Veronika Fischer, Reinhard Mey, Hannes Wader en Konstantin Wecker naar aanleiding van de 60e verjaardag en het 30-jarig podiumjubileum

## Belangrijke tournees en programma's
- 1987: Tournee met Thommie Bayer en Richard Wester: Drei Männer im Schnee
- 1989–1992: Tournees met Richard Wester: Das Duo
- 1992: Oost-West-programma Doppelkopp met Gerhard Rüdiger Gundermann
- 1992: Soloprogramma Freiheit ist ein Augenblick
- 1994: Soloprogramma Küsse und Kakerlaken
- 1994: Lid van de Reformbühne Heim & Welt
- Sinds 1996: Regelmatig Mittwochsfazit (Lesekabarett) in Berlijn met Horst Evers en Bov Bjerg
- 1997: Soloprogramma LieblingsSpiele en samenwerking met de Berlijnse band PULS
- 2002: Soloprogramma Gegengift
- 2002: Tournee Nacht der Lieder met Nanette Scriba, Richard Wester en Pablo Ardouin
- 2005: Soloprogramma Ende der Nacht
- 2006: Het Randy Newman–project (George Nussbaumer, Richard Wester, Manfred Maurenbrecher)
- 2007: Soloprogramma Glück

## Albums
- 1982: Lp MaurenBrecher (CBS)
- 1983: Lp Feueralarm (CBS)
- 1985: Lp/cd Viel zu schön (CBS)
- 1986: Lp Schneller leben (CBS)
- 1989: Lp/cd Nichts wird sein wie vorher (CBS)
- 1991: Cd Das Duo live (met Richard Wester, Monopol)
- 1996: Cd Kakerlaken (Bellaphon)
- 1997: Cd Pflichtgefühl gegen Unbekannt (cd-sampler met 18 liederen van 1983-1991)
- 1997: Cd LieblingsSpiele (Bellaphon)
- 1999: Cd Weisse Glut (met PULS, Richard Wester, Horst Evers en Bov Bjerg. Conträr-Musik / Indigo)
- 2001: Cd Mittwochsfazit (live-opname met Horst Evers en Bov Bjerg, Silberblick-Musik)
- 2001: Cd Hey Du – Nö! (studio-opname met Richard Wester, Conträr-Musik/Indigo)
- 2002: Cd Gegengift (puur aan de piano, Lamu-Musik)
- 2002: Cd Mittwochsfazit II (live-opname met Horst Evers en Bov Bjerg, Silberblick-Musik)
- 2004: Cd Ende der Nacht (Lamu-Musik)
- 2005: Cd Mittwochsfazit – Geile Teile – Bäckereifachverkäuferinnen packen aus (live- en studio-opnamen met Horst Evers en Bov Bjerg en anderen, Silberblick-Musik)
- 2006: Cd Die Lichtenberger Texte – Überholen ohne einzuholen (Silberblick-Musik)
- 2007: Cd Glück (Reptiphon)
- 2009: Cd Hoffnung für alle (dubbel-cd) (Reptiphon)
- 2011: Cd wallbreaker (solo live) (dubbel-cd) (Reptiphon)
- 2013: Cd No Go (Reptiphon)
- 2014: Cd Klagen ist für Toren    .... eine Winterreise (met Marco Ponce Kärgel) (Reptiphon)
- 2015: Cd Rotes Tuch (Reptiphon)

- Gemeinsame Normdatei: 134458354
- International Standard Name Identifier: 0000 0000 8322 3226
- Library of Congress Control Number: n85082714
- MusicBrainz: 5a6928fc-a4e3-43b6-8319-029802df983e
- Nederlandse Thesaurus van Auteursnamen: 069579539
- Système universitaire de documentation: 130059447
- Virtual International Authority File: 115608967
- WorldCat: E39PBJfGYTtfcfRc67dxgBhyh3